# Double Album
Double Album ist das 15. Studioalbum der amerikanischen Punkrockband NOFX. Es wurde am 2. Dezember 2022 über Fat Wreck Chords veröffentlicht.

## Hintergrund
Das Album wurde wie der Vorgänger Single Album mit Bill Stevenson und Jason Livermore aufgenommen. Er besteht zu größeren Teilen aus Neuaufnahmen von Songs aus der 7″ Of The Month Club 2019-Fan-Abo-Single-Reihe. Der Titel Punk Rock Cliché wurde ursprünglich von Fat Mike und Matt Skiba für Blink-182 geschrieben. Travis Barker enthüllte die ursprüngliche Existenz des Liedes im Jahr 2015 und erklärte: „Es gibt ein Lied namens Punk Rock Cliché, das ich derzeit am meisten liebe. Es handelt von unseren Freunden und ihren Beziehungen.“ Das Lied sollte die erste Single für ihr 2016er Album California, sein, wurde aber letztendlich nicht aufgenommen.

## Titelliste
| Nr.          | Titel                                 | Länge |
| ------------ | ------------------------------------- | ----- |
| 1.           | „Darby Crashing Your Party“           | 2:24  |
| 2.           | „My Favorite Enemy“                   | 2:34  |
| 3.           | „Don't Count on Me“                   | 4:19  |
| 4.           | „Johanna Constant Teen“               | 1:18  |
| 5.           | „Punk Rock Cliché“                    | 3:22  |
| 6.           | „Fuck Day Six“                        | 2:22  |
| 7.           | „Is It Too Soon If Time is Relative?“ | 2:18  |
| 8.           | „Alcopollack“                         | 2:27  |
| 9.           | „Three Against Me“                    | 2:28  |
| 10.          | „Gone with the Heroined“              | 3:32  |
| Gesamtlänge: | Gesamtlänge:                          | 27:09 |

## Rezeption
Im Musikexpress schrieb Frank Thiessies, die Band sei nicht „altersmilde“, er lobte die „flotten Harmonien“ und „humorig bissigen Texte“: „So gut wie jeder bekommt von Mike – er selbst natürlich auch – sein Fett ab. Punkrock in Perfektion. Was schon wieder so ein gemischtes Signal ist.“ Die Wertung lag bei 4,5 von 6.